# Ролијерес (Торино)
Ролијерес је насеље у Италији у округу Торино, региону Пијемонт.
Према процени из 2011. у насељу је живело 54 становника. Насеље се налази на надморској висини од 1478 м.